# Rikken Seiyūkai

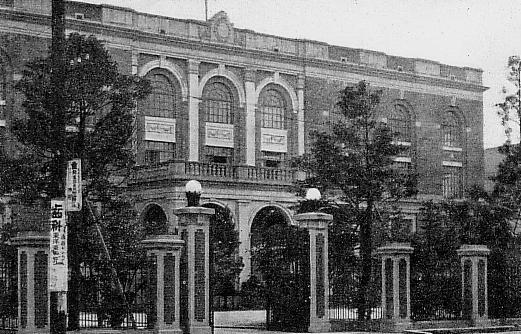
Sede do partido, em torno de 1930

Rikken Seiyūkai (立憲政友会, Amigos do Governo Constitucional) foi um dos principais partidos políticos do Japão no período pré-guerra. Ele também era conhecido como Seiyukai.

## História
Foi fundada em setembro de 1900 por Ito Hirobumi como uma aliança de burocratas pró-governo e ex-membros de Kenseitō. O Seiyukai foi o partido político mais influente no Japão de 1900 a 1921, e promoveu a influência governamental e o gasto público em grande escala. Apesar dos seus membros se denominarem de "liberais", foi por muitos considerado um partido conservador. Opôs-se ocasionalmente às reformas sociais e apoiou o controle burocrático e o militarismo, a fim de obter votos. Seu principal rival foi o Rikken Minseitō.
O partido chegou ao poder em outubro de 1900 durante a quarta administração de Ito. Sob a direção de seu segundo líder, Saionji Kinmochi, participou do movimento de proteção do Governo Constitucional 1912-1913. Esteve no poder durante o governo do primeiro-ministro Yamamoto Gonnohyoe entre 1913 e 1914. O ministro (e futuro presidente do salão de festas) Korekiyo Takahashi ajudou a fortalecer os seus laços com o zaibatsu, especialmente nos interesses financeiros da Mitsui. O terceiro presidente, Takashi Hara, tornou-se primeiro-ministro em setembro de 1918 e atribuiu cada posição do gabinete do estado aos membros Seiyukai, exceto ao Ministério do Exército, o Ministério da Marinha e o Ministro das Relações Exteriores. Em 1920 , o partido atingiu o seu auge de popularidade.